# П'ємін
П'ємін (*бірм. ပြည်မင်း, 26 травня 1619  —14 квітня 1672) — 10-й володар імперії Таунгу у 1661—1672 роках.

## Життєпис
Походив з Другої династії Таунгу. Син Тхалуна, правителя імперії, та його молодшої дружини Хін М'ят Хсет. Народився 1619 року. Про молоді роки замало відомостей, здобув за тодішньою традицією військову освіту, а потім брав участь у походах проти повсталих племен.
У 1650 році призначено старшим зведеним братом Піндале віце-королем П'ї. У 1661 році скористався загальним невдоволенням знаті та населення проти Піндале, який не зміг організувати спротив китайському війську, влаштував заколот. В результаті Піндале та його родину було схоплено й страчено. П'ємін став новим володарем.
Стикнувся з амбіціями Чжу Юлана з династії Південна Мін, який фактично створив свою державу в резиденції Сікайн. Водночас зберігався тиск імперії Цін, яка вимагала видачі Чжу Юлана. В результаті почалися військові сутички з загонами Юлана. Цим скористалися цінські війська, що 1662 року на чолі із У Саньґуєм вдерлися до імперії Таунгу. За цих обставин П'ємін сприяв цінцям у захопленні Чжу Юлана, якого невдовзі було страчено. Завдяки цьому встановлено мирні стосунки з Цін.
Все це послабило державу, чим скористалися мони, які повстали 1661 року під проводом Мартабана. У 1662 році до залежної держави Ланна вдерлися війська Аюттаї під проводом Нарая. У 1663 році вдалося відновити ситуації. Проте для поліпшення відновлення скарбниці було впроваджено заборону на вивіз ганзи (сплаву олова і міді), золота, мідних монет, продаж бавовни китайцям.
Наступні роки присвятив відновленню господарства, що в значній мірі вдалося до 1666 року. В цей час відновлено поліпшили торговельні стосунки з португальцями й голландцям. Того ж року скасовано заборони на метали, окрім ганзи і олова. Проте загроза з боку імперії Цін зберігалася. Тому 1669 року впроваджено заборону на вивіз селітри, що була необхідна для вогнепальної зброї. Така ситуація зберігалася до кінця 1660-х років, коли нарешті зовнішня та внутрішня ситуація для держави стала більш стабільною.
З 1670 року П'ємін почав знімати заборони на зовнішню торгівлю. 1671 року дозволив представникам Голландської Ост-Індської компанії вивозити на кожному своєму судні 80 т ганзи і 1632 кг олова, а також повністю скасував заборону на вивіз селітри. 1672 року зумів відновити владу над Ланною, приєднавши її повністю до своїх володінь. Помер у квітні того ж року. Йому спадкував син Наравара.